# Falkenstein (Chiemgauer Alpen)
Der Falkenstein ist ein Berg der Chiemgauer Alpen in Bayern mit einer Höhe von 1181 m ü. NHN. Er liegt im Gemeindegebiet von Inzell im Landkreis Traunstein.

## Geographie
Der Falkenstein bildet einen kleinen, isoliert stehenden Bergzug, der in die Nordnordostrichtung ausgelängt ist. Er erstreckt sich über 1,9 Kilometer, hat aber nur eine Breite von 1 Kilometer. Nördlich vorgelagert ist ihm der 785 Meter hohe Söldenberg. Der Falkensteinzug besitzt zwei Gipfel – einen 1092 Meter hohen Vorgipfel mit Gipfelkreuz im Norden (Nordgipfel) und den eigentlichen, 1181 Meter hohen Hauptgipfel am Südende des Zuges.
Orographisch wird der Falkensteinzug auf seiner Südwestseite durch ein recht enges Tal vom Kienbergl (1135 m) im Westen abgetrennt. Durch dieses Tal fließt ein kleiner Bach, der im Zwingsee am Westfuß des Berges endet, außerdem wird es von der Deutschen Alpenstraße (B 305) durchquert. Die Ostseite des Falkensteins bildet das Weittal, das ihn von Scharnkopf (1356 m) und Gruberhörndl (1493 m) absetzt. Durch das Weittal fließt der Falkenseebach in den Falkensee und dann weiter nach Norden in Richtung Inzell hinaus. Der Falkenseebach entspringt in mehreren Quelltöpfen am südlichen Ende des Weittals westlich unterhalb des Großen Turms (1120 m). Nur knapp 900 Meter südwestlich des Hauptgipfels entquillt ebenfalls am Ende des Weittals dem so genannten Wasserloch der Weißbach, der jedoch an Scharmann vorbei nach Süden in Richtung Gletschergarten Weißbach weiterzieht. Zwischen diesen beiden Quellbereichen verläuft daher die Wasserscheide zwischen dem Einzugsgebiet der Roten Traun und der Saalach. Am Nordostende des Falkensteins unterhalb des Söldenbergs liegt ferner der Krottensee, dessen kleiner Ausfluss linksseitig in den Falkenseebach mündet.

### Zugang
Der Zugang zum Falkenstein erfolgt sowohl von Norden als auch von Süden. Meist wird hierbei der gesamte Zug überquert. Ausgangspunkte im Norden sind der Krottensee und die Inzeller Ortsteile Hausmann und Kranawitt. Der Südaufstieg beginnt im Ortsteil Zwing.

## Geologie

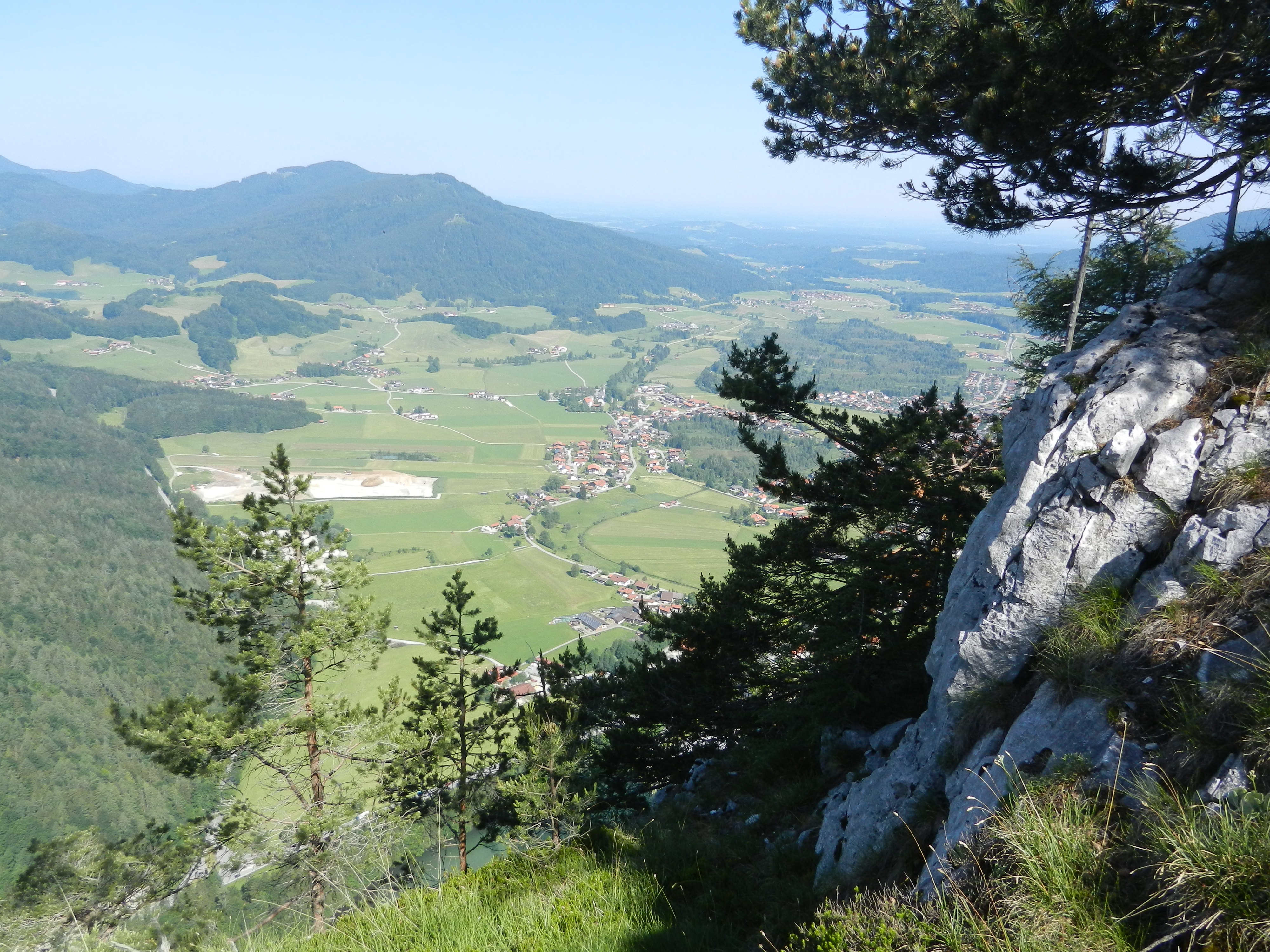
Blick vom Falkenstein nach Nordwest zum Zinnkopf, rechterhand das Inzeller Becken

Der Falkenstein wird vorwiegend von Wettersteinkalk des Ladiniums aufgebaut, welcher hier die Stirnfront der Staufen-Höllengebirgs-Decke des Tirolikums bildet. Unter dem Wettersteinkalk erscheint auch noch die ladinische Partnach-Formation am Nord- und am Südende des Bergzuges.
Die Stirnfront der Staufen-Höllengebirgs-Decke überschiebt die Allgäu-Decke des Bajuvarikums, deren Reste am Söldenberg anstehen. Die Deckengrenze verläuft in Westrichtung mitten durch den Krottensee, zieht über die Einsattelung zwischen Falkenstein und Söldenberg und wird dann an einer Nordnordost-streichenden Blattverschiebung nach Süden rückversetzt. Westsüdwest-streichend quert sie dann am Nordende der Eisschnelllaufhalle (Max Aicher Arena), bis sie auf eine weitere, ebenfalls Nordnordost-streichende Verschiebung stößt, die sie entlang der Westseite des Zwingsees bis zum Südwestende des Sees zurückholt. Von hier nimmt sie erneut Westkurs und berührt sodann das Nordende des Kienbergls. Die erstgenannte Blattverschiebung durchzieht die gesamte Westseite des Falkensteins in einem leicht gekrümmten Verlauf. Eine kleine ONO-Störung trennt ferner den ersten Felsaufschwung am Nordgrat vom Rest des Berges.

### Würm-Kaltzeit und Holozän
Während der Würm-Kaltzeit wurde der Falkenstein vom Ferneis des Rottraungletschers beidseitig umflossen. Der Rottraungletscher hatte sich bei Zwing in drei Teiläste aufgespalten. Der mittlere Ast stieß zwischen Kienbergl und Falkenstein direkt in Richtung Inzeller Zungenbecken vor, wohingegen der rechte Ast durch das Weittal nach Norden vordrang. Das Weittal mit seinem klassischen U-förmigen Profil dürfte eines der schönsten Trogtäler Deutschlands darstellen. Laut Klaus Doben (1973) erreichte das Ferneis am Südende des Falkensteins eine Höhe von rund 950 Meter und war dort folglich 250 Meter dick. Der Grat des Falkensteinzugs ragte aber noch aus den Eismassen auf.
Nach Abschmelzen des Ferneises blieben dessen Moränenablagerungen bei Zwing, im Weittal und entlang der Westseite des Falkensteins zurück. Wallformen dieser Moränen befinden sich bei Zwing, östlich des Zwingsees, östlich von Kranawitt, westlich des Krottensees, beidseitig des Falkensees und des Falkenseebachs sowie nordwestlich der Quellen des Falkenseebachs. Der Bergfuß wird weitestgehend von Hangschutt verhüllt, welcher spätglazialen und holozänen Ursprungs ist. Die Depressionen der drei Seen werden von holozänen Seesedimenten ausgefüllt. Moorbildungen sind zu erwähnen am Falkensee, am Krottensee und östlich des Falkenseebachs.

## Ökologie
Der Falkenstein hat Teil am Naturschutzgebiet Östliche Chiemgauer Alpen, ausgenommen hiervon ist jedoch der Nordwestabhang oberhalb des Zwingsees, oberhalb der Eisschnelllaufhalle mit dem Freilichttheater und oberhalb von Kranawitt.